# Quaregna Cerreto
Quaregna Cerreto är en kommun i provinsen Biella i regionen Piemonte i Italien. Kommunen hade 2 027 invånare (2019).
Kommunen Quaregna Cerreto bildades den 1 januari 2019 genom en sammanslagning av de tidigare kommunerna Cerreto Castello och Quaregna.